# Правила Фаянса

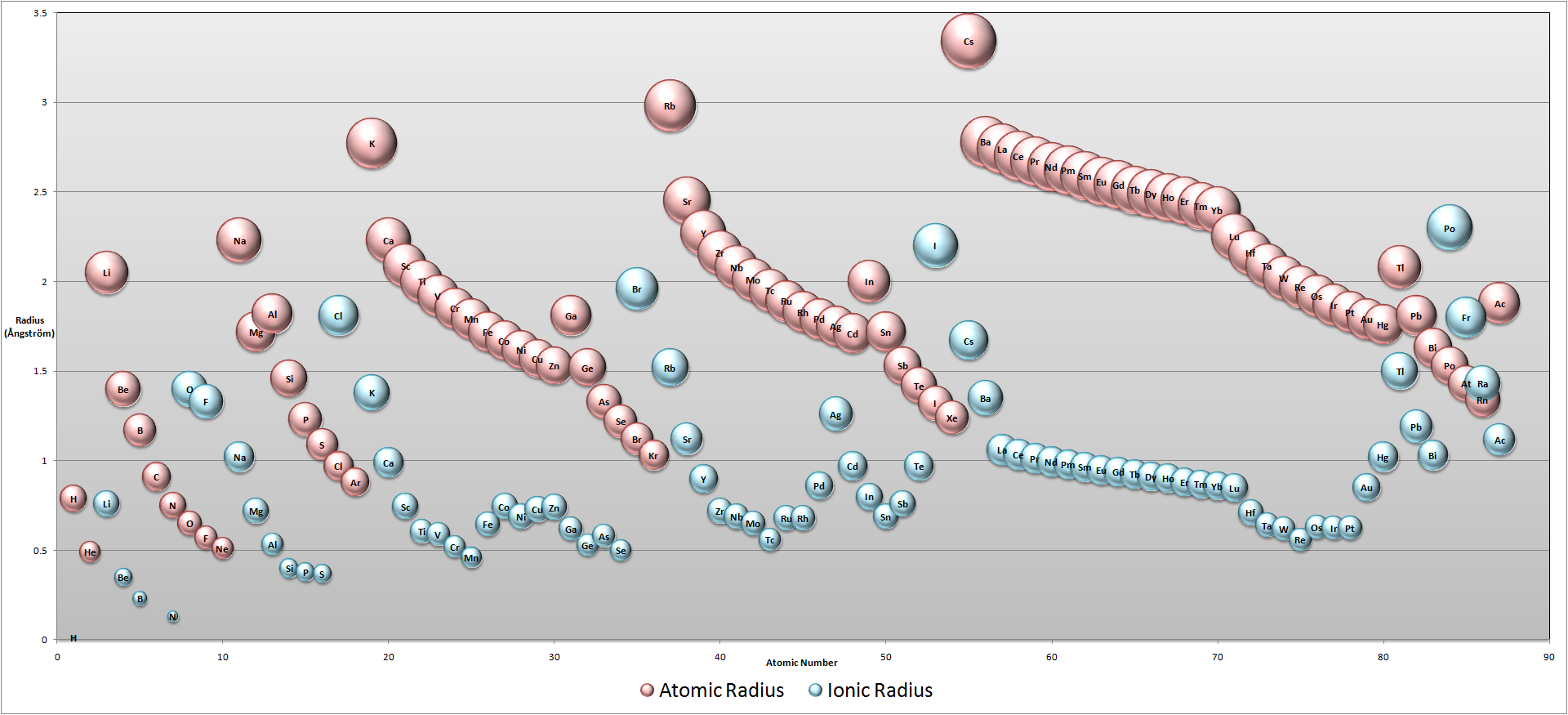
Графік, що ілюструє залежність між атомним та іонним радіусом

Правила Фаянса (англ. Fajans' rules) — правила, сформульовані Казимиром Фаянсом, згідно з якими поляризація у молекулі буде збільшуватись при:
- високому заряді Z+ та меншому радіусі r+ катіона (бо зростає так звана поляризаційна сила, що пропорційна Z+/r+);
- високому заряді та великому розмірі аніона (бо зростає здатність до деформації аніона, тобто його м'якість);
- наявності неповністю заповнених валентних оболонок. Наприклад, Hg2+ (r+ = 102 пм) є більш поляризуючим, ніж Ca2+ (r+ = 100 пм).